# Cand.scient.adm.
Cand.scient.adm. (latin: candidatus/candidata scientiarum administrationis, "kandidat i administrationsvidenskab") er en embedseksamen i Forvaltning/Politik & Administration, også kaldet offentlig forvaltning/politologi. Uddannelsen, der er normeret til at vare fem år, findes på Institut for Statskundskab ved Aalborg Universitet og Institut for Samfundsvidenskab og Erhverv ved Roskilde Universitet. Den engelske betegnelse for uddannelsen er Master of Science in Public Administration.

## Uddannelsens indhold
Forvaltning/Politik og Administration dækker over kerneområderne politologi, makro- og mikroøkonomi, sociologi og organisationsteori indenfor og omkring den offentlige forvaltning. Forvaltningsret, forfatningsret og politisk teori samt idéhistorie er også et kernefag. Dertil kommer betydelig vægt på fagene samfundsvidenskabelig metode (såsom kvalitativ og kvantitativ statistik) og videnskabsteori som på uddannelsens sidste to år kombineres med forskellige valgfag som policyanalyse, evalueringsteori og anvendelse, international politik, juridisk sagsbehandling, udgiftspolitik og offentlig budgetlægning m.m.

## Beskæftigelse for scient.adm.'ere
Cand.scient.adm.'ere bliver ansat i centraladministrationen, regioner og kommuner, interesseorganisationer og det private erhvervsliv. Dette med en fordeling på ca. én tredjedel til staten, én tredjedel til kommuner samt regioner og én tredjedel til det private erhvervsliv.
Ledigheden for cand.scient.adm.'ere lå i oktober 2007 på 1,3 procent. Cand.scient.adm.'eres ledighedsprocent var således til blandt de laveste indenfor det samfundsvidenskabelige område kun undergået af de klassiske juridiske (cand.jur.) og nationaløkonomiske uddannelser (cand.oecon. og cand.polit.). Cand.scient.pol. havde nogenlunde samme ledighedsprocent som cand.scient.adm.